# Pöstlingbergbahn
| Triebwagen 501 am Linzer Hauptplatz |                                     |                                           |                                           |
| Kursbuchstrecke: | 1053 d (1944)                       |                                           |                                           |
| Streckenlänge: | 2,880 km                            |                                           |                                           |
| Spurweite: | bis 2008: 1000 mm seit 2009: 900 mm |                                           |                                           |
| Stromsystem: | 600 V =                             |                                           |                                           |
| Maximale Neigung: | 116 ‰                               |                                           |                                           |
| Minimaler Radius: | 43 m                                |                                           |                                           |
| Streckengeschwindigkeit: | 25 km/h                             |                                           |                                           |
| |                                     |                                           |                                           |
| \| \| \| Übergang zur Straßenbahn Linz (seit 2009) \| \| \| \| \| Mühlkreisbahn (seit 2009) \| \| \| \| 0,000 \| Urfahr Bergbahnhof \| 264 m ü. A. \| \| \| 0,20 \| Spazgasse (seit 2009) \| 277 m ü. A. \| \| \| 0,70 \| Bruckneruniversität [Anm. 1] \| 317 m ü. A. \| \| \| 0,90 \| Tiergarten (seit 1988) \| 338 m ü. A. \| \| \| 1,40 \| Schableder \| 382 m ü. A. \| \| \| 1,80 \| Hoher Damm \| 429 m ü. A. \| \| \| 2,00 \| Einschnitt \| 445 m ü. A. \| \| \| 2,20 \| Oberschableder \| 461 m ü. A. \| \| \| 2,60 \| Pöstlingberg Schlössl (bis 2008: Hotel) \| 499 m ü. A. \| \| \| 2,880 \| Pöstlingberg \| 519 m ü. A. \| |                                     |                                           |                                           |
| U-Bahn-Grenze |                                     | Übergang zur Straßenbahn Linz (seit 2009) | Übergang zur Straßenbahn Linz (seit 2009) |
| U-Bahn-Kreuzung mit Eisenbahn |                                     | Mühlkreisbahn (seit 2009)                 | Mühlkreisbahn (seit 2009)                 |
| U-Bahn-Betriebs-/Güterbahnhof Streckenanfang und quer · U-Bahn-Abzweig geradeaus und von rechts | 0,000                               | Urfahr Bergbahnhof                        | 264 m ü. A.                               |
| U-Bahn-Haltepunkt / Haltestelle | 0,20                                | Spazgasse (seit 2009)                     | 277 m ü. A.                               |
| U-Bahn-Bahnhof | 0,70                                | Bruckneruniversität                       | 317 m ü. A.                               |
| U-Bahn-Haltepunkt / Haltestelle | 0,90                                | Tiergarten (seit 1988)                    | 338 m ü. A.                               |
| U-Bahn-Bahnhof | 1,40                                | Schableder                                | 382 m ü. A.                               |
| U-Bahn-Haltepunkt / Haltestelle | 1,80                                | Hoher Damm                                | 429 m ü. A.                               |
| U-Bahn-Haltepunkt / Haltestelle | 2,00                                | Einschnitt                                | 445 m ü. A.                               |
| U-Bahn-Bahnhof | 2,20                                | Oberschableder                            | 461 m ü. A.                               |
| U-Bahn-Haltepunkt / Haltestelle | 2,60                                | Pöstlingberg Schlössl (bis 2008: Hotel)   | 499 m ü. A.                               |
| U-Bahn-Kopfbahnhof Streckenende | 2,880                               | Pöstlingberg                              | 519 m ü. A.                               |

Die Pöstlingbergbahn ist eine 2880 Meter lange schmalspurige Bergbahn in Linz, die den Stadtteil Urfahr mit dem Pöstlingberg verbindet. Die 1897 als meterspurige Kleinbahn errichtete Strecke wurde zwischen 2008 und 2009 auf 900 Millimeter umgespurt und mit dem übrigen Netz der Straßenbahn Linz verknüpft. Seither wird der Pöstlingberg von der 4140 Meter langen Linie 50 bedient, die vom Hauptplatz in der Innenstadt bis zur Haltestelle Landgutstraße auf dem Straßenbahnnetz und ab dort auf der ursprünglichen Bergbahnstrecke verkehrt. Die Pöstlingbergbahn wird, wie das gesamte Straßenbahnnetz, von der Linz Linien GmbH betrieben und gilt als eine der steilsten Adhäsionsbahnen der Welt.

## Geschichte

Ein Triebwagen der Straßenbahn beim Bergbahnhof Urfahr (1898)

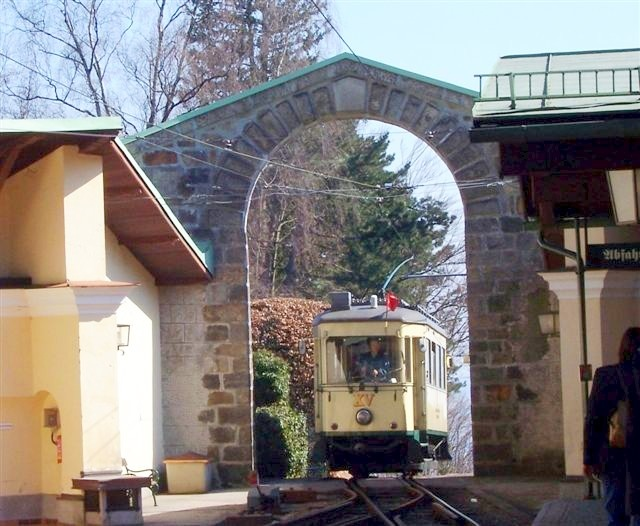
Triebwagen XV erreicht die Bergstation, vor der Modernisierung 2008.

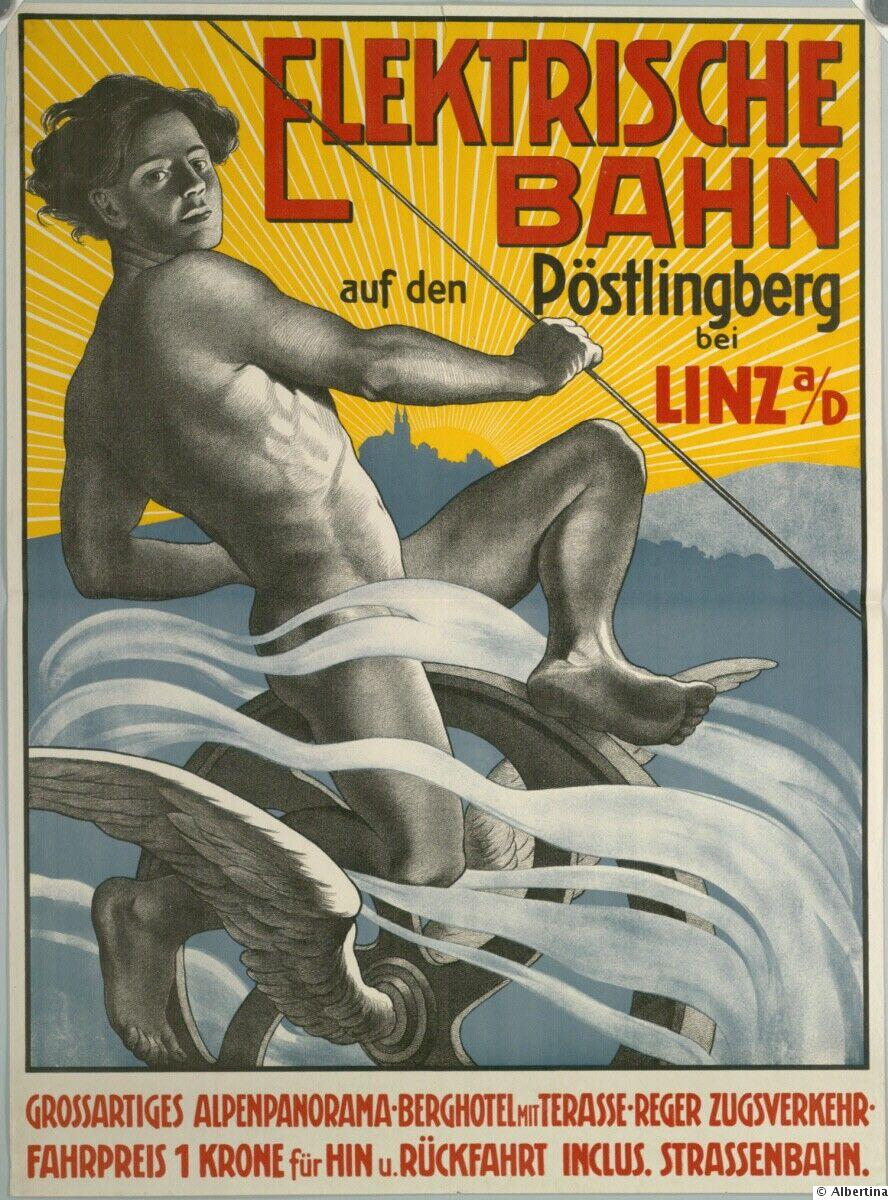
Werbeplakat, ungefähr 1900

### Vorgeschichte und Planungen
Seit der Mitte des 18. Jahrhunderts war der Pöstlingberg das Ziel von Wallfahrern, und ab dem Ende desselben Jahrhunderts wurde der Berg zunehmend auch von Ausflüglern frequentiert, besonders nachdem die Gipfelregion aus militärischen Gründen 1809 und in den 1830er Jahren abgeholzt wurde und eine beeindruckende Aussicht freigab. Dies ließ den Bau einer Bergbahn lohnend erscheinen, wie sie gegen Ende des 19. Jahrhunderts auch in anderen Städten projektiert wurden. Für den Pöstlingberg entwickelte der Ingenieur Josef Urbanski 1891 das Projekt einer dampfbetriebenen Zahnradbahn. Urbanski fand zwar viel ideelle, aber kaum finanzielle Unterstützung. Er konnte einen Trassenentwurf in Eigenregie fertigstellen und verband sich 1893 mit der Wiener Baufirma Ritschl & Co.
Ritschl wurde andererseits Mitglied des 1895 von Carl Beurle gegründeten Consortiums für die Errichtung elektrischer Anlagen in Linz, dem auch die k.k. priv. Länderbank Wien und die Union-Elektricitäts-Gesellschaft Berlin angehörten. Ziel des Konsortiums war
- der Bau eines Dampfkraftwerks,
- die Elektrifizierung der Linzer Straßenbahn und
- der Bau einer elektrischen Adhäsionsbahn auf den Pöstlingberg.

Damit geriet Urbanskis Zahnradbahnprojekt und Urbanski selbst in den Hintergrund. Einzig die Trassierung stützte sich teilweise auf Urbanskis Trassenentwurf, ohne dass dessen Verdienste gebührend anerkannt wurden. Er strengte schließlich sogar einen Prozess um seine Urheberschaft an dem Projekt an, verlor diesen aber. Von der Gemeinde Urfahr erhielt er die vergleichsweise geringe Summe von 100 Gulden als Entschädigung für seine Trassierungskosten. Tief enttäuscht verließ er 1897 Linz.

### Vorgeschichte und Bau
Um die Attraktivität des Pöstlingbergs als Ausflugsziel zu erhöhen und den elektrischen Strom in der Bevölkerung zu bewerben, plante man neben dem Bau der Bergbahn eine entsprechende Umgestaltung der 1883 desarmierten Befestigungsanlage auf dem Pöstlingberg. Daher kaufte die Baufirma Ritschl & Co 1897 das Fort und übertrug die Besitzrechte drei Monate später über die Länderbank an die neu gegründete Tramway- und Elektrizitäts-Gesellschaft Linz-Urfahr (TEG), die Vorläuferin der heutigen Linz AG Linien. Turm IV der Festungsanlage wurde zur Bergstation der Pöstlingbergbahn. Das Verdeck des Turms V wurde zur Aussichtsplattform umgestaltet. An der Festungsmauer zwischen Turm VI und Turm I wurde ein Hotel-Restaurant, das Bergbahn-Hotel (heute „Pöstlingbergschlössl“) errichtet. 1906 wurde im Turm II die Grottenbahn eröffnet.
1897 wurde die Pöstlingbergbahn gemeinsam mit dem ersten Abschnitt der Straßenbahn Linz konzessioniert. Noch im gleichen Jahr wurde mit dem Bau der Bergbahn begonnen. Am Pfingstsonntag, dem 29. Mai 1898, fand, nach der erst am Vorabend dafür erteilten Bewilligung, die Eröffnung statt, zwölf Tage nach dem für Vollendung und Inbetriebsetzung bedungenen Termin.
Die 2880 Meter lange Pöstlingbergbahn war zunächst als reine Ausflugsbahn für den Sommerbetrieb konzipiert, weshalb zunächst nur sechs offene „Sommertriebwagen“ beschafft wurden. Doch schon im ersten Betriebsjahr fuhr man bei schönem Wetter bis in den Dezember. Bereits 1899 wurden daher zusätzlich zwei geschlossene Triebwagen beschafft.
Acht Wochen nach Streckeneröffnung übernahm die Bahn, zwei Mal täglich, den Taltransport der auf dem Pöstlingberg anfallenden Briefpost. Der Postzug verließ die Bergstation um 9:50 Uhr sowie 20:12 Uhr.

### Betrieb als Meterspurbahn

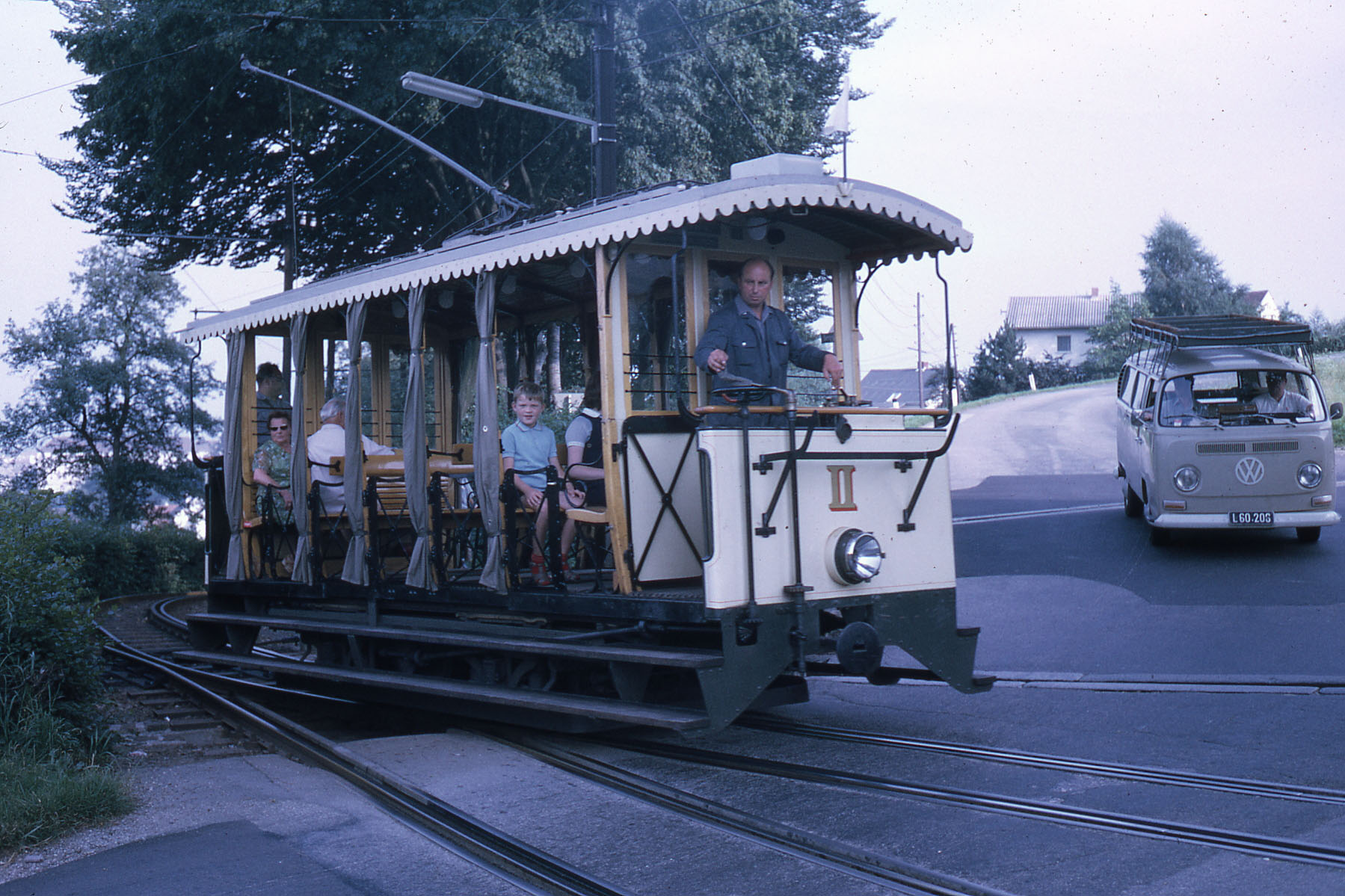
Sommertriebwagen II im 10-Minuten-Takt (Ausweiche Hagen, 1970)

Die Pöstlingbergbahn fuhr ursprünglich meist im 20-Minuten-Takt. Die Höchstgeschwindigkeit war mit 12 km/h für die Berg- und 13,5 km/h für die Talfahrt festgelegt. Die Fahrzeit betrug 16 Minuten, nach acht Minuten fand in der Station Schableder die Kreuzung statt. Bei starkem Andrang verkehrten jeweils zwei (selten drei) Triebwagen im Folgezugbetrieb auf Sicht hintereinander. Der führende Triebwagen trug in diesem Fall eine runde, rote Scheibe mit weißem Rand als Zeichen, dass ein weiterer Triebwagen folgt (wichtig für die Abwicklung von Zugkreuzungen). Die vorhandenen Ausweichen ermöglichten auch eine Taktverdichtung auf bis zu zehn Minuten. Mit Fähnchen an den Triebwagen wurde lange Jahre das Intervall signalisiert: rot stand für den regulären 20-Minuten-Takt, weiß für ein 10-Minuten-Intervall und blau für einen 30-Minuten-Takt. In den 1930er Jahren gab es zusätzlich blau-weiße Fähnchen für einen Stundentakt und blaue für ein 80-minütiges Intervall.
Die Frequenz entwickelte sich bis zum Ersten Weltkrieg langsam nach oben auf knapp über 200.000 Fahrgäste pro Jahr. In den Kriegs- und unmittelbaren Nachkriegsjahren stiegen die Fahrgastzahlen wegen der „Hamsterfahrten“ der Städter aufs Land sprunghaft bis auf 688.000 Reisende (1918) an. In den 1920er Jahren pendelten die Fahrgastzahlen um die 400.000 jährlich und sanken in den 1930er Jahren auf 300.000 jährlich. In der Kriegs- und Nachkriegszeit des Zweiten Weltkriegs erreichten die Beförderungszahlen Rekordwerte, 1943 wurden beispielsweise 1.264.000 Fahrgäste befördert. Bis Mitte der 1950er Jahre schwankten die Zahlen zwischen knapp 1,0 und 1,1 Millionen Fahrgästen. Seitdem ist ein stetiger Rückgang zu verzeichnen. Heute benutzen jährlich circa 500.000 Personen die Bahn.
Im Jahr 1988 wurde auf Einmannbetrieb umgestellt. Die Triebwagen, ausgenommen die Sommerwagen, wurden daher mit einer Sicherheitsfahrschaltung ausgerüstet. Ferner erhielten die Weichen, die bisher vom Schaffner gestellt werden mussten, elektrische Antriebe und Schlüsselschalter, mit denen sie vom Wagenführer selbst umgestellt werden können. Für den Fahrkartenverkauf wurden Automaten aufgestellt.
Die Fahrradmitnahme war bis zum Umbau 2008 außen auf der Stirnseite der Triebwagen möglich, indem die Fahrräder kopfüber auf zwei Haken aufgehängt wurden. Mit der Wiedereröffnung wurde die Möglichkeit einer Fahrradmitnahme trotz des Widerstands der Bevölkerung abgeschafft.

### Umbau 2008/2009

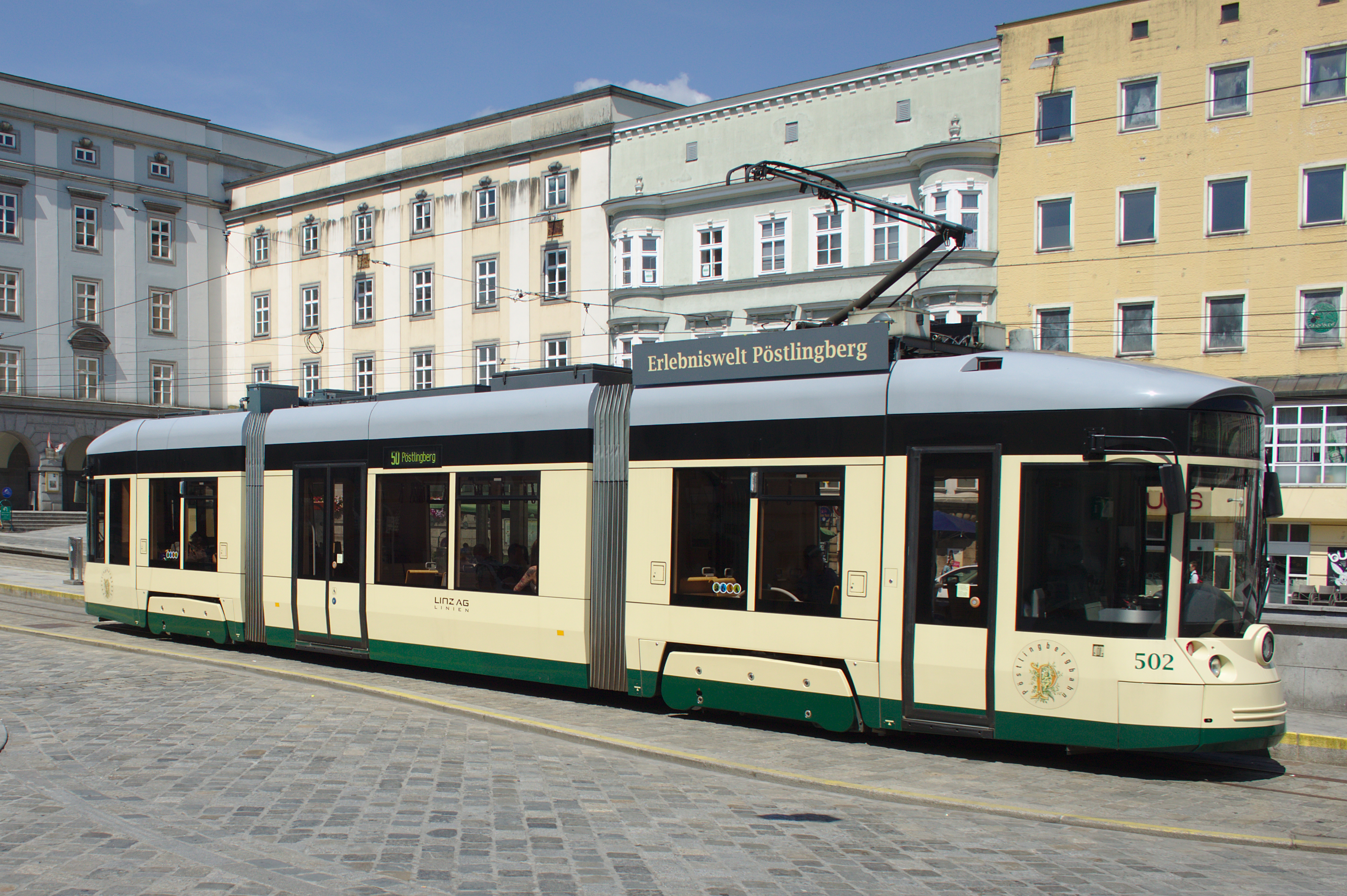
Triebwagen 502 am Hauptplatz, der neuen Endstation seit 2009

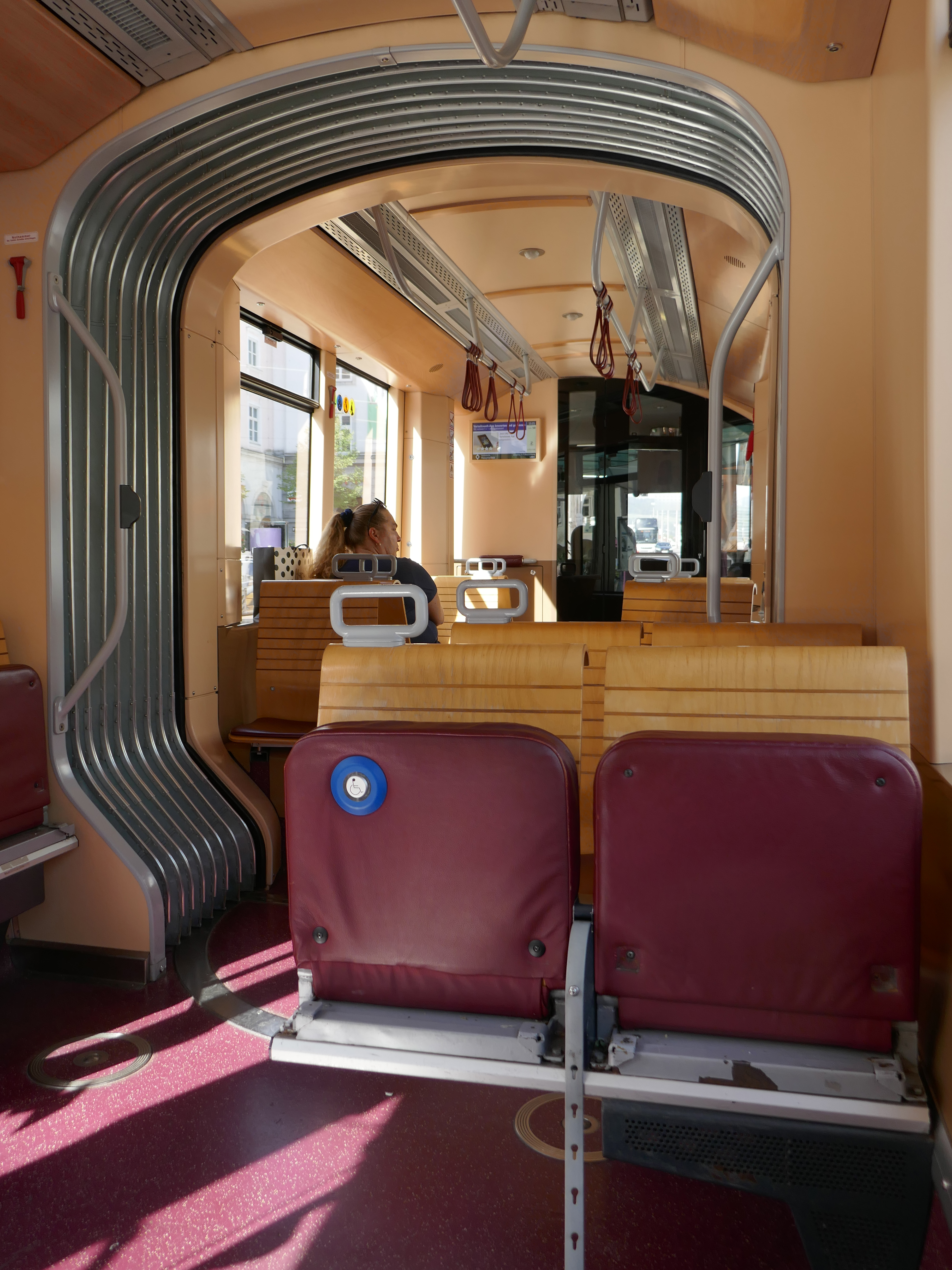
Inneneinrichtung

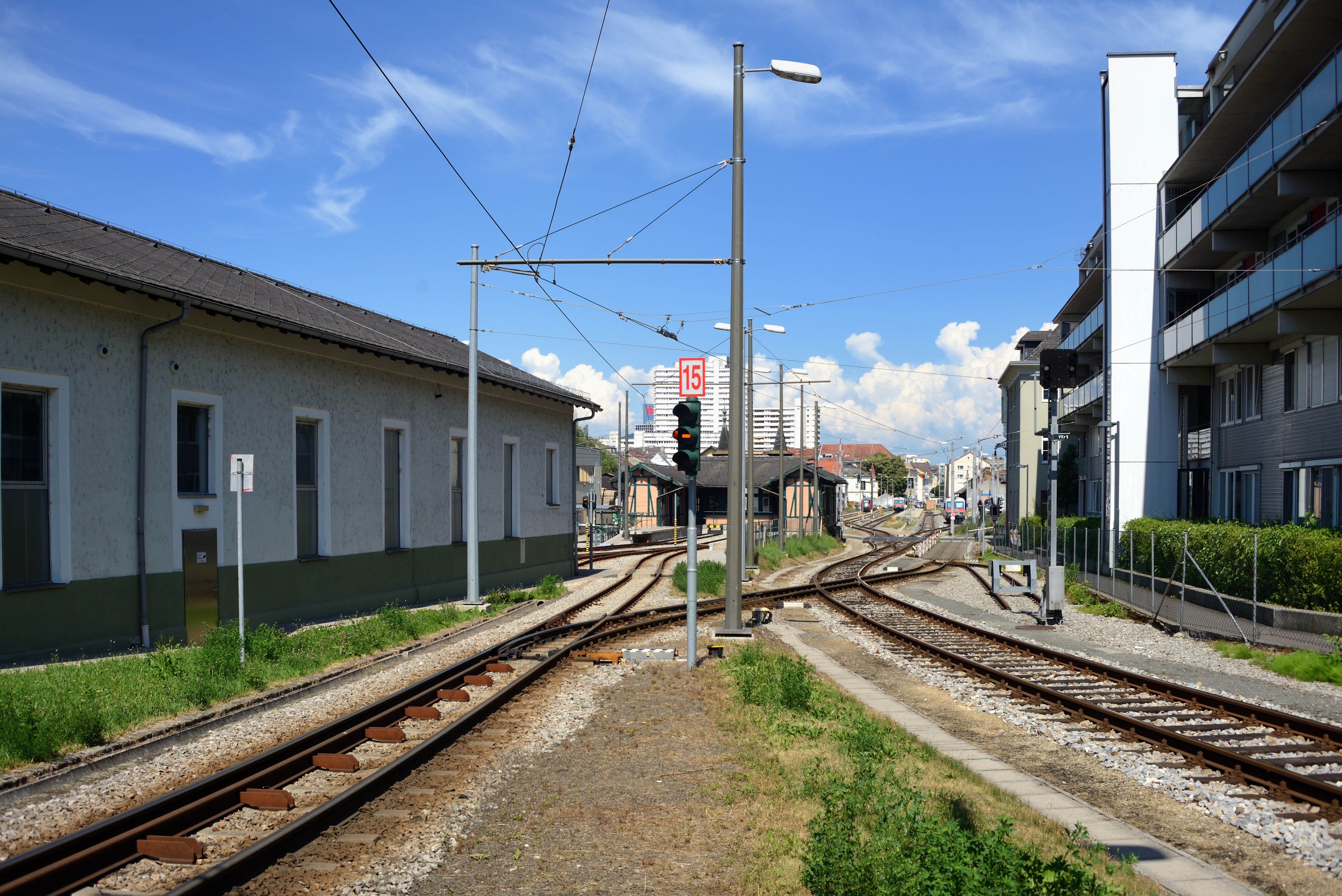
Die seit 2009 bestehende Gleiskreuzung mit der Mühlkreisbahn

Nachdem am 24. Jänner 2005 bei der Haltestelle Schableder ein Wagen der Pöstlingbergbahn entgleist war, begann eine Diskussion hinsichtlich der Sicherheit, und Bürgermeister Dobusch schlug vor, die Bahn umzuspuren und bis zum Hauptplatz zu führen. Im Juli 2006 wurde die Modernisierung der Pöstlingbergbahn beschlossen. Wichtigste Änderung war die Umspurung auf 900 Millimeter. Die Gleisanlagen wurden komplett neu gebaut, wobei statt der bisherigen Keilkopfschienen auf Stahlschwellen nun Vignolschienen auf Betonschwellen verwendet wurden. All diese Änderungen waren Voraussetzung für die Verknüpfung der Pöstlingbergbahn mit der bis dahin getrennten Linzer Straßenbahn. Von der dadurch möglichen Direktverbindung Hauptplatz–Pöstlingberg erhofften sich die Verantwortlichen eine Belebung der Bahn durch mehr Touristen, die vom Hauptplatz oder von den Schiffsanlegestellen kommen. Viele Oberösterreicher wie beispielsweise der Linzer Altbürgermeister Hugo Schanovsky befürchteten eine Beeinträchtigung des Erscheinungsbildes der historischen Garnituren im Zuge der Modernisierung.
Es wurden drei neue, in einem „Retro-Design“ gestaltete Niederflurtriebwagen bei Bombardier beschafft. Das erste der drei neuen Fahrzeuge (I–III beziehungsweise 501–503, Beschaffungspreis je 4,6 Millionen Euro) vom Typ Bombardier Mountainrunner wurde am 2. April 2009 in der Remise Kleinmünchen angeliefert. Die restlichen zwei Fahrzeuge folgten bis Anfang Mai. Daneben wurden die drei Alttriebwagen VIII, X und XI mit neuen Untergestellen sowie neuer Elektrik ausgerüstet und für den Einsatz in Doppeltraktion ertüchtigt. Als Bremsen kommen statt der Zangenbremsen nun Magnetschienenbremsen zum Einsatz.
Für den Umbau wurde der Verkehr mit 24. März 2008 auf der alten Strecke eingestellt. Die offizielle Eröffnung der neuen Pöstlingbergbahn fand am 29. Mai 2009 zum 111. Geburtstag statt. Die Remise der Fahrzeuge der Bergbahn befindet sich am Gelände des Bergbahnhofs. Die Gesamtkosten für den Umbau betrugen 35 Millionen Euro, davon 20 Millionen Euro für die Fahrzeuge und 15 Millionen Euro für den Umbau der Strecke selbst sowie der neuen Endstelle auf dem Hauptplatz.

### Betrieb als Teil der Straßenbahn
Nach der Wiedereröffnung im Mai 2009 wurde zunächst ein 30-Minuten-Takt eingeführt, seit August 2010 fahren die Wagen von 1. März bis einschließlich 31. Oktober an Wochenenden und Feiertagens sowie zu Ostern, an den Adventsonntagen und zu Mariä Empfängnis im 15-Minuten-Takt. Betriebsbeginn um 5:30 Uhr, an Sonn- und Feiertagen um 7:00 Uhr, die letzte Talfahrt beginnt um 22:30 Uhr. Seit Eröffnung der Anton Bruckner Privatuniversität am Hagen fahren an Schultagen in der Früh zusätzlich kurzgeführte Züge zwischen Hauptplatz und Bruckneruniversität. Diese sind – wie auch die Einziehfahrten zum Bergbahnhof Urfahr – als Linie 50* gekennzeichnet.

## Strecke

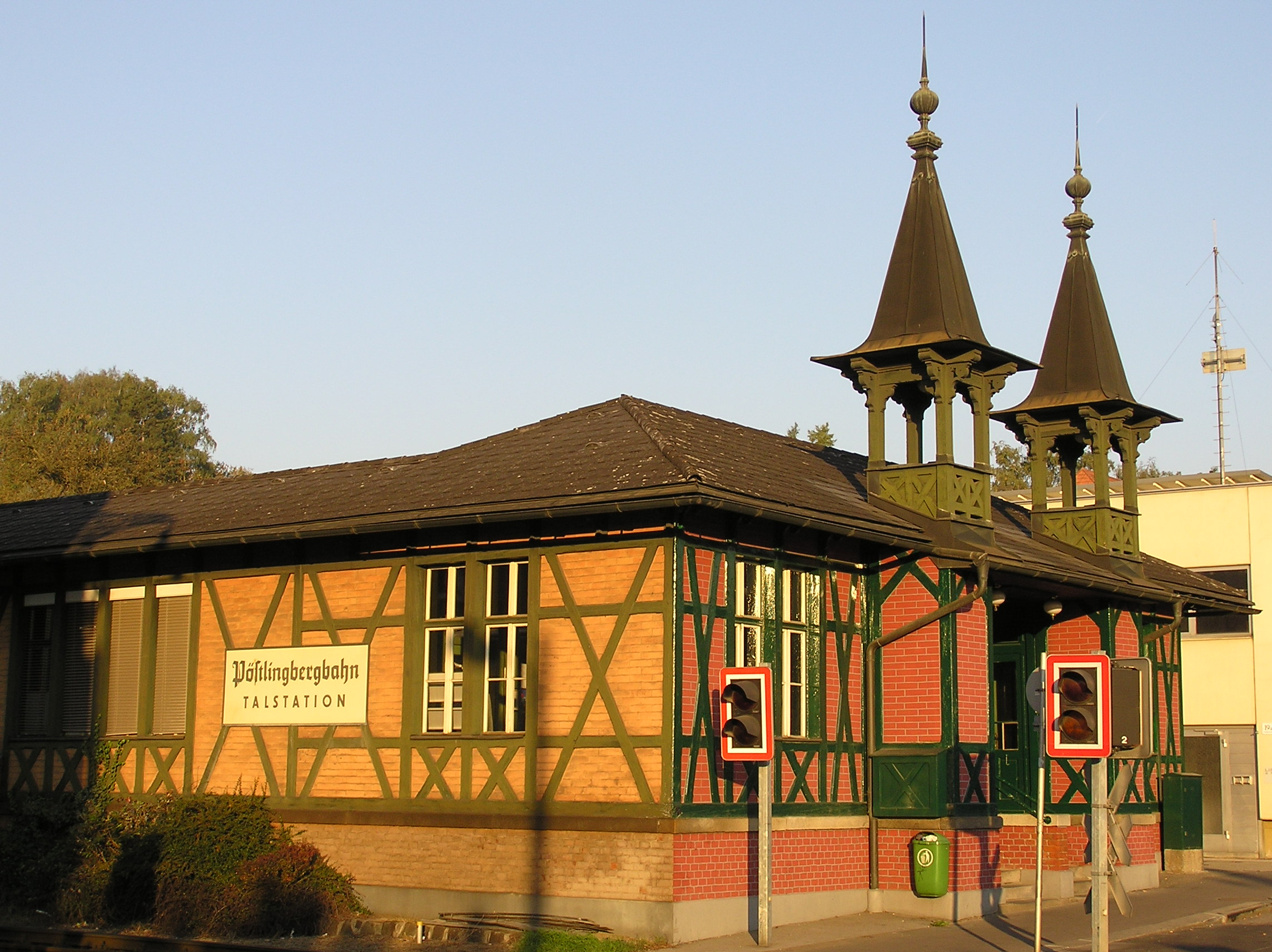
Talstation

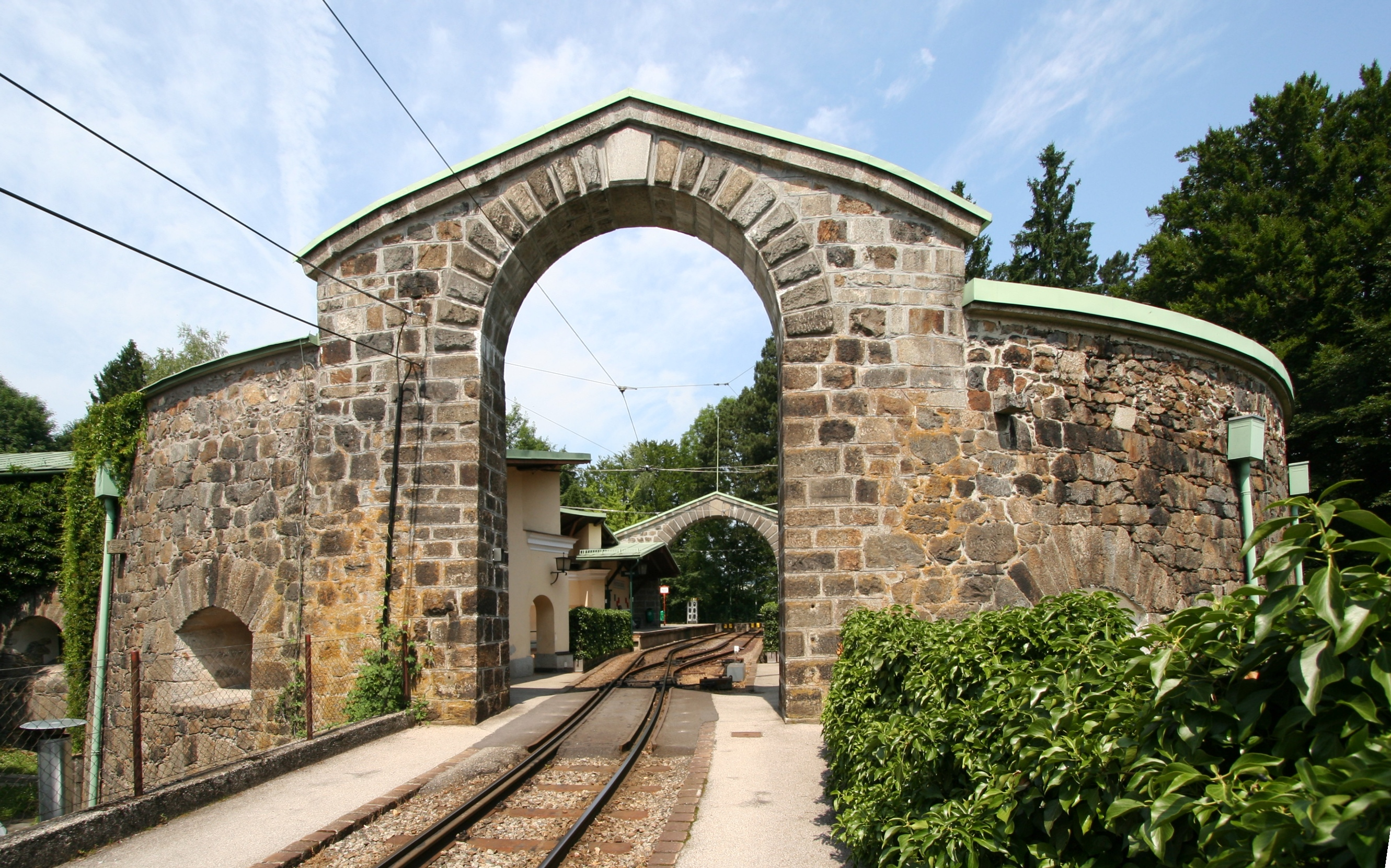
Bergstation in einem ehemaligen Befestigungsturm

### Talstation
Bei der Eröffnung im Jahr 1898 lag die Talstation direkt bei der Endstation der Straßenbahn, was eine Kreuzung mit der Mühlkreisbahn erforderte. Wegen Problemen mit dieser Kreuzung (Näheres siehe Abschnitt Historische Technik und Betrieb) wurde die Talstation 1899 auf die nördliche Seite der Mühlkreisbahn verlegt. Dabei entstand auch das heute noch bestehende Gebäude mit Fachwerk-Ziegelmauer und Türmchen.
Im Zuge des Umbaus wurde die alte Talstation ab 2008 funktionslos und beherbergt nun ein kleines Museum über die alte Pöstlingbergbahn. Die neue Pöstlingbergbahn mit einer Spurweite von 900 Millimetern kreuzt wieder die Mühlkreisbahn und führt südlich von Talstation und Mühlkreisbahn zur Kaarstraße, wo sie an der Haltestelle Landgutstraße (Endhaltestelle der Straßenbahnlinien 3 und 4) mit dem Straßenbahnnetz verknüpft ist. Auf diesem fährt sie bis zum Hauptplatz, wo sich die neue Abfahrtsstelle befindet.

### Steigung
Die Pöstlingbergbahn gilt als steilste Adhäsionsbahn der Welt. Ihre Maximalsteigung wurde ursprünglich mit 105 ‰ angegeben, neuere Vermessungen ergaben sogar einen Wert von 116 ‰ am sogenannten Hohen Damm.
Eine noch größere Steigung weist nur die Linie 28E der Straßenbahn Lissabon auf, die auf einem kurzen Abschnitt sogar 135 ‰ erreicht. Außerdem gab es in der Stadt Laon von 1899 bis 1971 eine Straßenbahn mit einer 750 Meter langen und 129 ‰ steilen Rampe, eine dort vorhandene Zahnstange diente allerdings nur zum sicheren Bremsen.

## Historische Technik

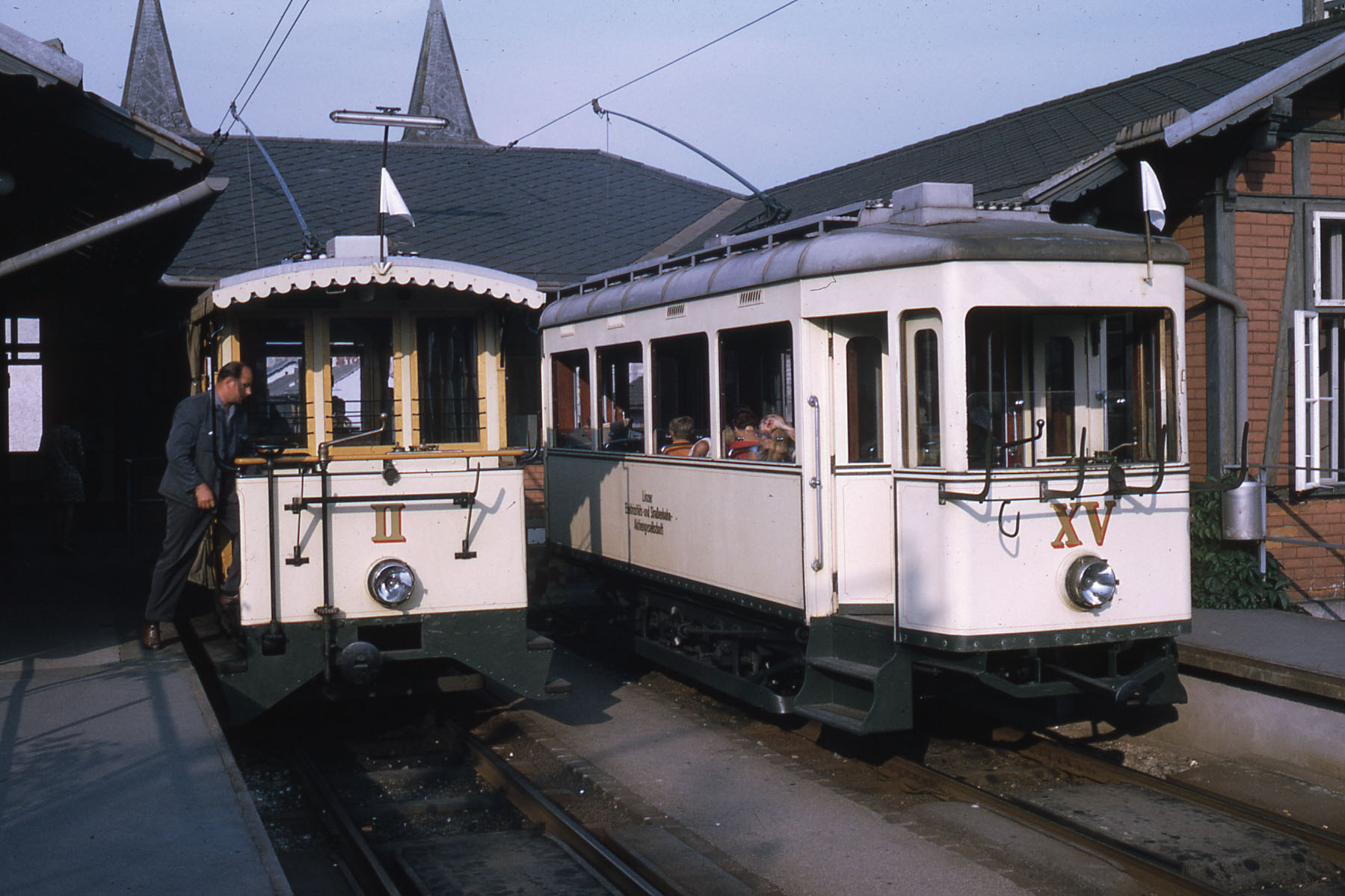
Sommertriebwagen II und Triebwagen XV im Pöstlingbergbahnhof (1970)

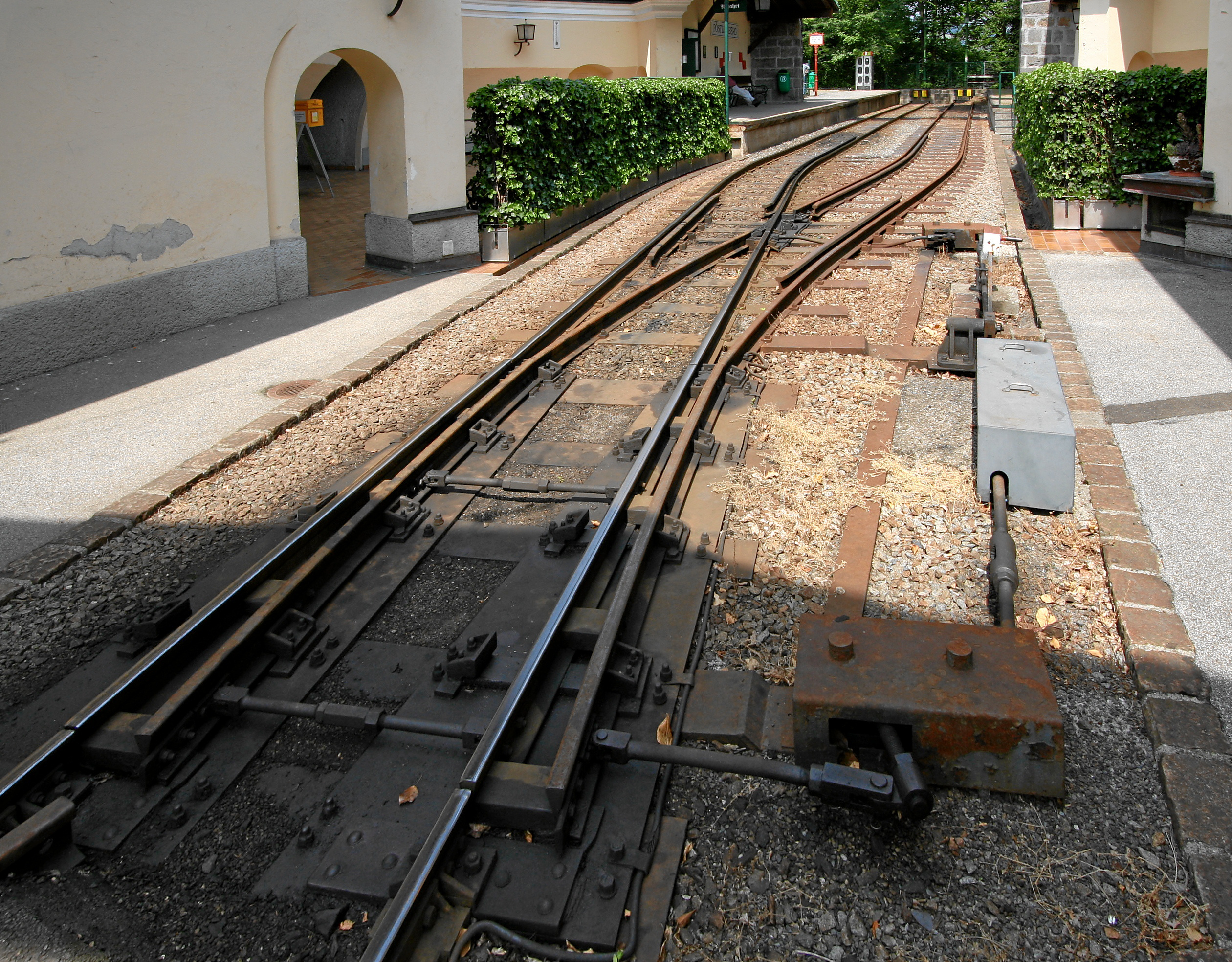
Schleppweiche in der Bergstation (vor 2008)

Bis zum Umbau 2008 bildete die Pöstlingbergbahn eine vollkommen abgeschlossene und nicht mit dem übrigen Netz verbundene Bahn. Durch ihre zum Großteil noch aus der Anfangszeit stammenden Technik war sie zudem ein Überbleibsel aus den frühen Tagen der Elektrotechnik.
Das Hauptproblem bei Steilbahnen ist nicht das Bewältigen der Steigung beim Bergauffahren, sondern das sichere Bremsen bei der Talfahrt, und das auch bei ungünstigsten Umständen. Dazu ist eine von der Reibung zwischen Rad und Schiene unabhängige Bremse nötig. Man entschied sich für die sonst hauptsächlich bei Standseilbahnen übliche Zangenbremse. Diese besteht aus Bremsbacken, die die Fahrschienen zangenförmig umgreifen. Das keilförmige Schienenprofil ist an die Form der Bremszangen angepasst. Zeitweilig gab es Probleme, für dieses seltene Schienenprofil einen Hersteller zu finden.
In den Kurven verminderten ab 1909 zusätzliche Leitschienen die übermäßige Abnützung von Schienenprofil und Spurkränzen. Zuvor hat man mit doppelseitigen Spurkränzen experimentiert, die das Problem zwar minderten, aber nicht lösten.
Da wegen der Zangenbremse beiderseits der Schienen ein Spurkanal freigehalten werden musste, konnten keine herkömmlichen Zungenweichen verwendet werden. Die Pöstlingbergbahn verwendete daher sogenannte Schleppweichen, bei denen für jede Fahrtrichtung ein eigenes Schienenstück herein- bzw. herausgedreht wurde. Als Besonderheit musste auch das Herzstück durch eine drehbare Schiene ersetzt werden („Herzschlepp“). Aus dem gleichen Grund konnte auch die ursprünglich vorhandene Kreuzung mit der Mühlkreisbahn nur mit einer Spezialkonstruktion erfolgen: die Schienen der Pöstlingbergbahn lagen über den Schienen der Mühlkreisbahn und konnten angehoben und weggedreht werden. Dieser Vorgang erwies sich als so schwerfällig, dass noch im Eröffnungsjahr mit dem Bau einer neuen und auf der anderen Seite der Bahn gelegenen Talstation begonnen wurde.

Die Spurweite wurde mit 1000 mm etwas breiter als bei der Straßenbahn (900 mm) gewählt, um mehr Platz für den Einbau leistungsstärkerer Motoren zu haben. 

Schienenprofil der Keilkopfschiene
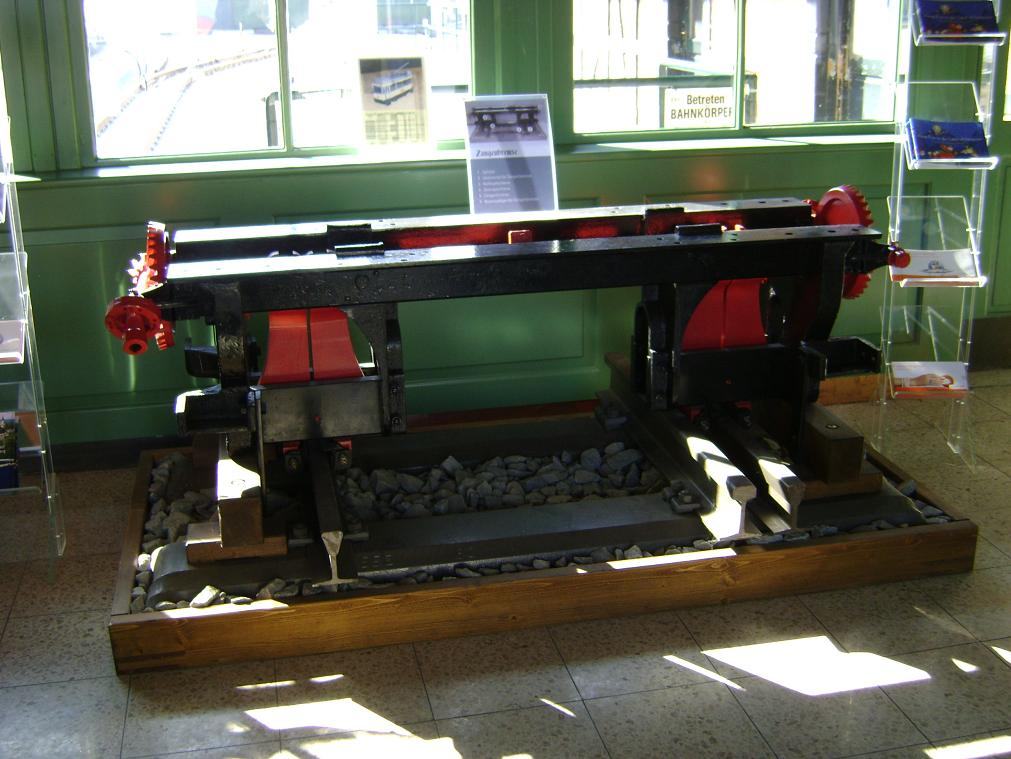
Aufbau der Zangenbremse
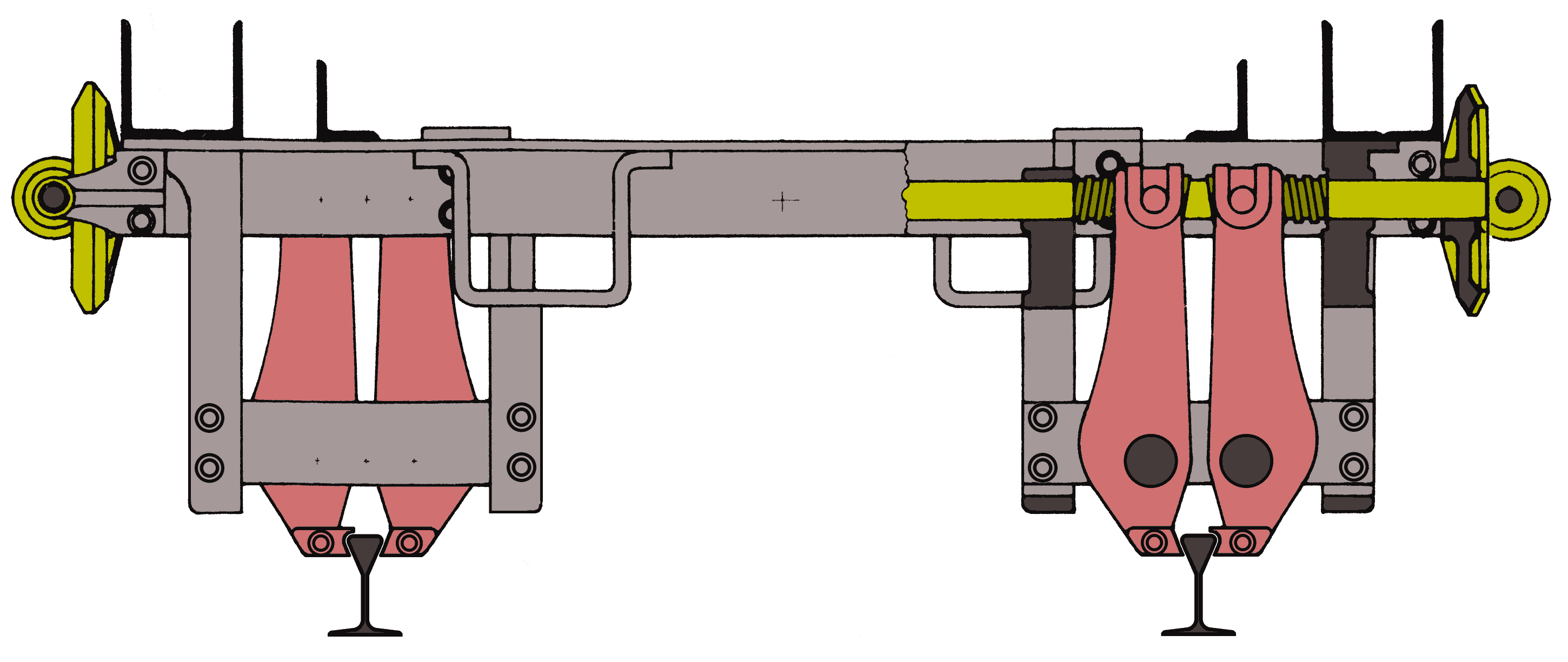
Schema der Zangenbremse

## Fuhrpark

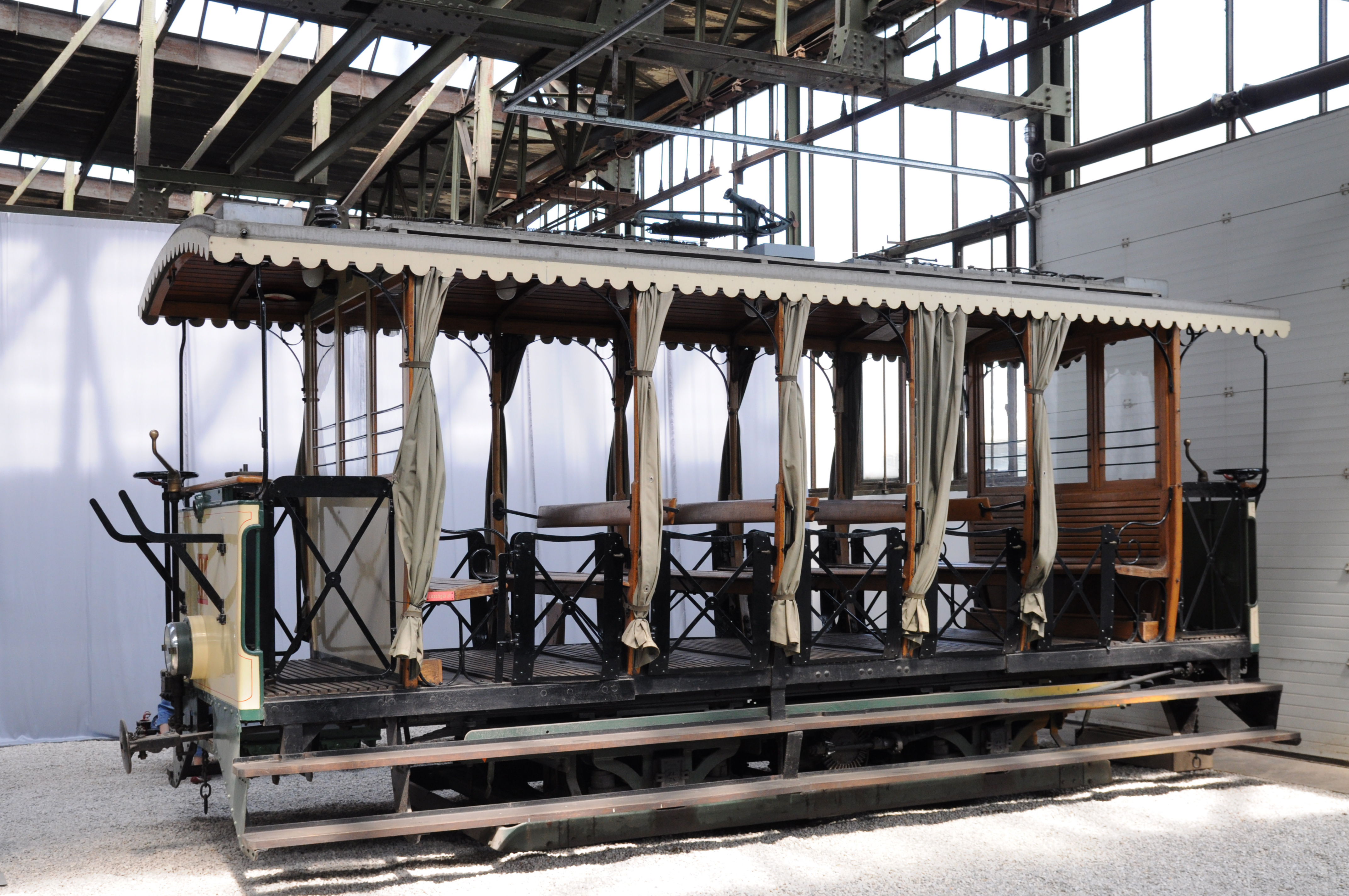
Sommertriebwagen III im Historama Ferlach, 2009

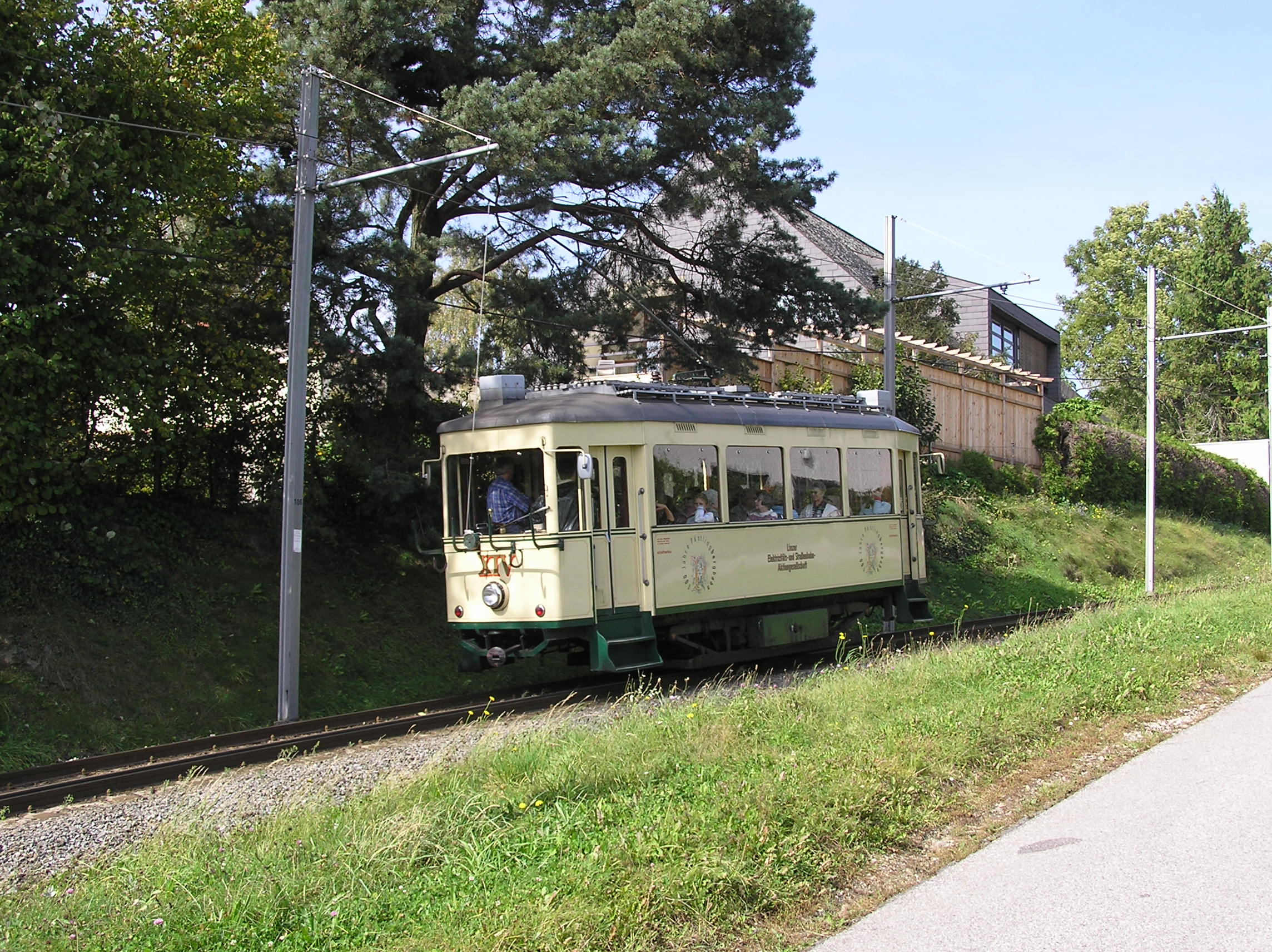
Triebwagen XIV in der Nähe der Station Schableder

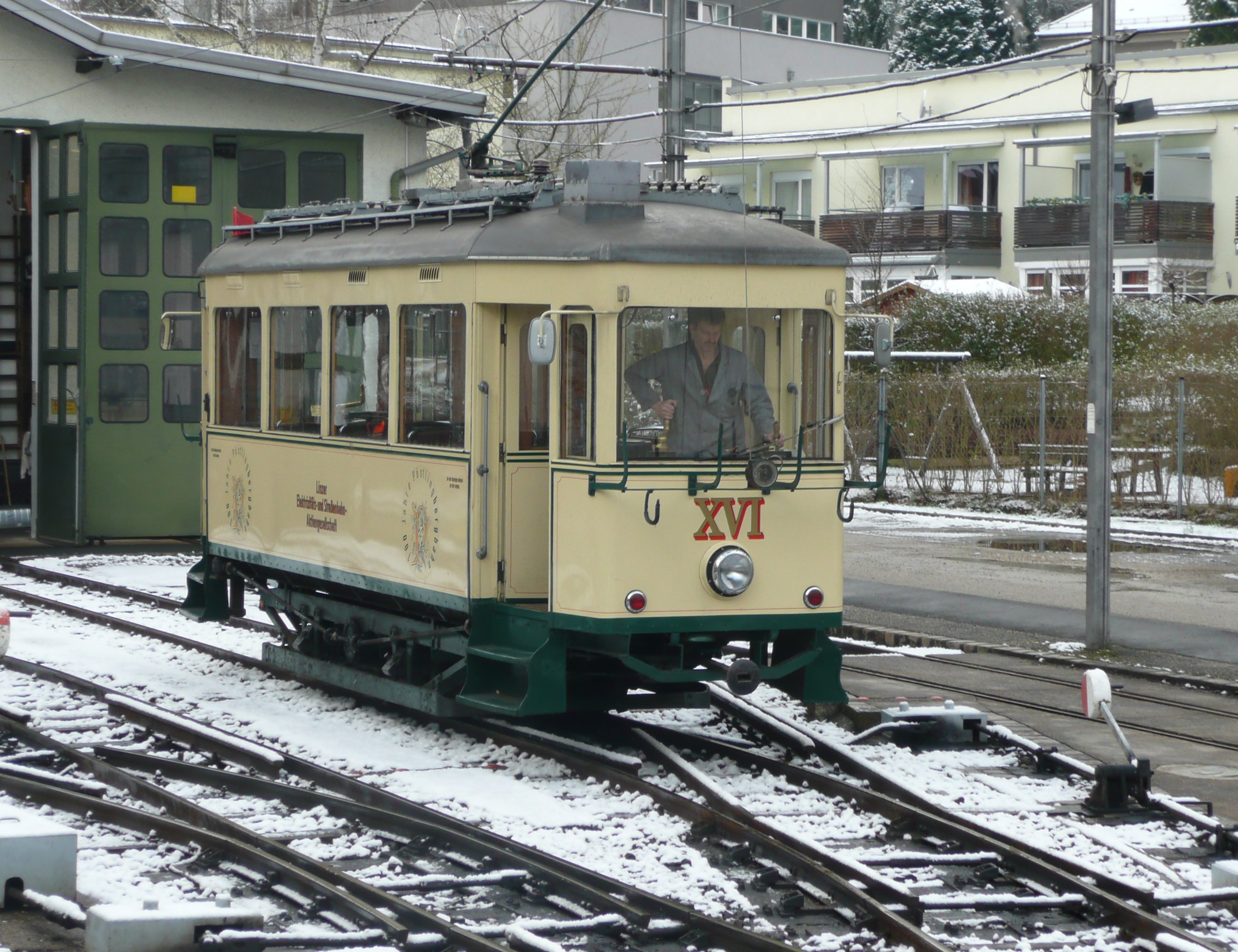
Triebwagen XVI bei der Ausfahrt aus der Remise

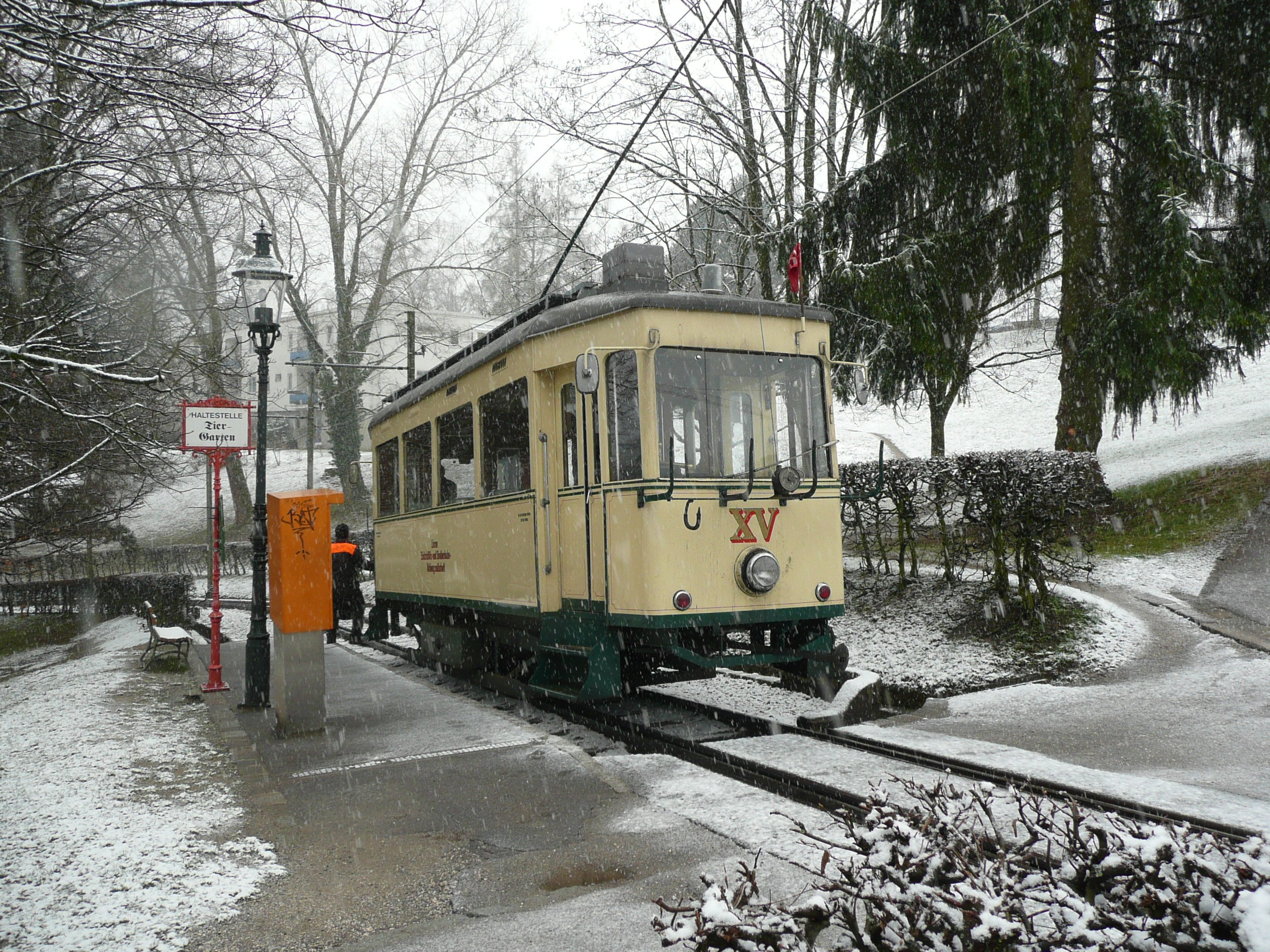
Triebwagen XV in der Haltestelle Tiergarten

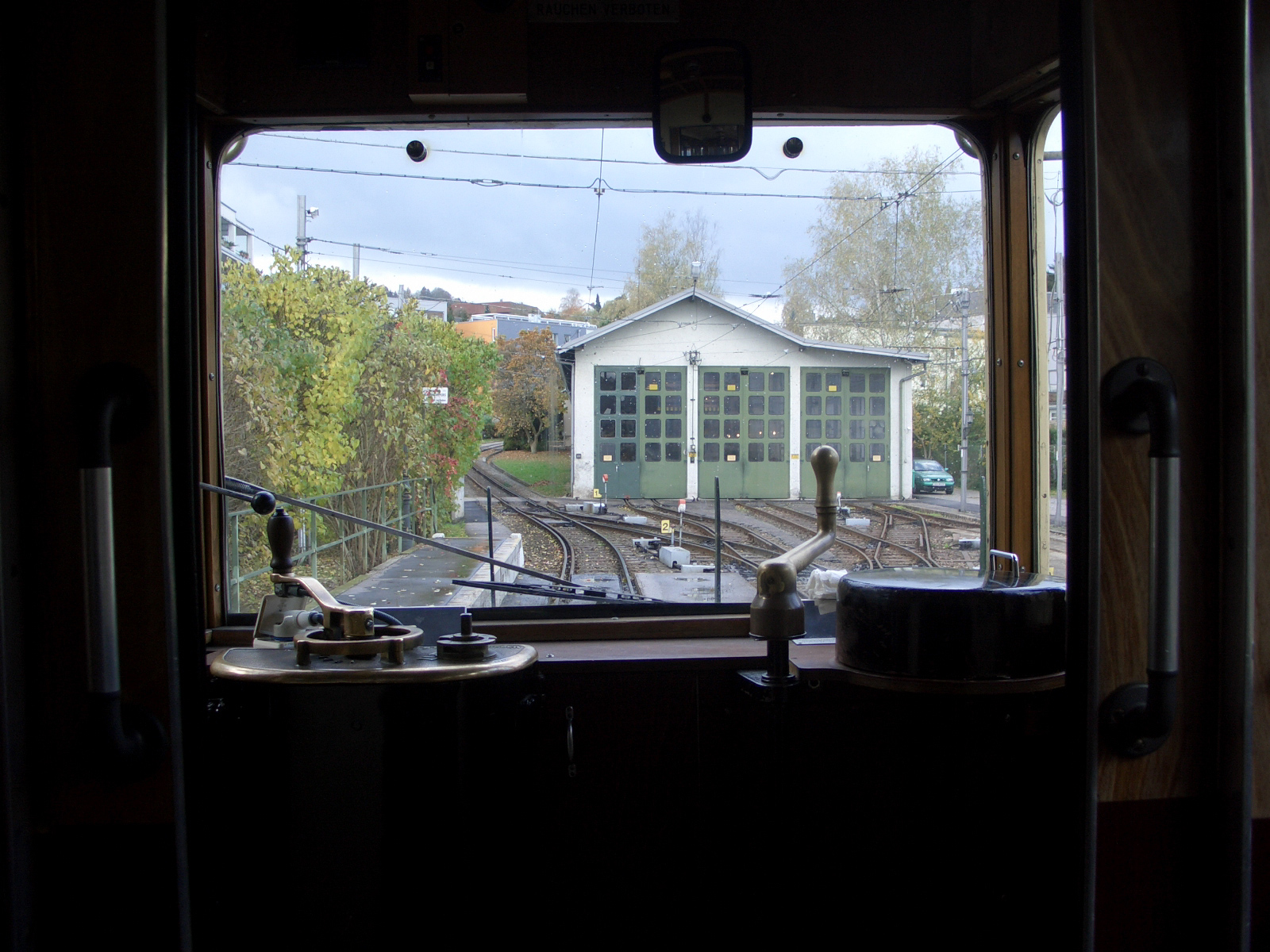
Führerstand eines Bergbahn-Triebwagens mit dem Fahrschalter Union B9 links und der Handbremskurbel rechts. Unter der Abdeckung ganz rechts befindet sich das Handrad für die Zangenbremse.

Als Fahrzeuge kommen vier als Mountainrunner bezeichnete Niederflurfahrzeuge aus der Familie der Bombardier Cityrunner zum Einsatz, die 2009 bis 2011 gebaut wurden. Außerdem wurden die drei Fahrzeuge VIII, X, XI des historischen Fahrzeugsbestands von Meterspur auf 900 mm umgebaut und finden ebenfalls Verwendung.

### Historische Fahrzeuge
Bis 2008 verkehrten ausschließlich zweiachsige Triebwagen mit kurzem Achsstand. Es standen drei offene Triebwagen (Sommerwagen, Betriebsnummern I bis III) und zehn geschlossene Wagen (Nummern VI, VIII, X bis XII und XIV bis XVIII) zur Verfügung. Ursprünglich waren sämtliche Fahrzeuge lediglich offene Sommerwagen, nach und nach wurden geschlossene Triebwagen angeschafft bzw. umgebaut. In den 1950er und 1960er Jahren wurden die Triebwagen in den Werkstätten der ESG ein letztes Mal umfassend modernisiert und erhielten neue Wagenkästen. In den 1980er Jahren wurde eine Sicherheitsfahrschaltung für den Einmannbetrieb (ohne Beimann und Schaffner) eingebaut.
Die elektrische Ausstattung der Triebwagen stammte von der Union Elektrizitäts Gesellschaft (UEG) und größtenteils noch aus den Anfangsjahren der Bahn. Die Triebwagen waren mit je zwei Schleifringfahrschaltern vom Typ B9 (jeweils sechs Fahr- und sechs Bremsstufen) und Tatzlager-Motoren, zuletzt der Type GE 53/5 mit je 24 Kilowatt Leistung ausgerüstet. Die Stromabnahme erfolgte mittels Stangenstromabnehmern nach dem System Thomson-Houston. Diese waren seit dem Ersten Weltkrieg nicht mehr mit Kontaktrollen, sondern mit Schleifschuhen ausgestattet. Dieses bei Bahnen eher seltene Prinzip entsprach dem bei Oberleitungsbussen weltweit üblichen System.
Neben der Klotzbremse gab es eine elektrische Widerstandsbremse (Beharrungsbremse für die Talfahrt) und als Notbremse die bereits oben erwähnte Zangenbremse. Die Triebwagen waren einheitlich zwischen 6.480 (Sommerwagen) und 8.330 mm (geschlossene Wagen) lang und besaßen einheitlich einen Achsstand von 2.000 mm. Das Gewicht betrug je nach Type 8,8 (Sommerwagen), 10 bzw. 10,5 (geschlossene Wagen) bis 10,7 Tonnen (Wagen V mit Stahlkasten). Die Bergische Stahlindustrie Remscheid lieferte für alle Triebwagen die Untergestelle.

### Verbleib der historischen Fahrzeuge
Der historische Sommerwagen IV steht seit 1995 als Dauerleihgabe auf der Gmundner Straßenbahn in Betrieb und wird seither als GM 100 bezeichnet. Wagen XIII wurde 1979 an die Museumsbahn St. Florian abgegeben und dort auf 900 Millimeter umgespurt. Insgesamt drei Triebwagen wurden im Lauf der Zeit verschrottet. Zwei Triebwagen (je ein Sommerwagen und ein geschlossener Triebwagen) befinden sich heute im Museum an der ehemaligen Talstation, drei Triebwagen wurden auf 900 mm umgespurt und umfassend modernisiert und erhielten u. a. eine völlig neue elektrische Ausrüstung. Die restlichen Fahrzeuge wurden an Interessenten abgegeben.
Wegen der starken Steigung gab es auf der Pöstlingbergbahn keine Beiwagen. Lediglich für den Materialtransport gab es kleine Loren, außerdem stand für Fahrleitungsarbeiten ein Turmwagen zur Verfügung (mit anpassbarer Spurweite 900/1000 Millimeter).

### Fahrzeugliste
Folgende Fahrzeuge verkehrten und verkehren auf der Pöstlingbergbahn:
| Nummer             | Baujahr    | Hersteller          | Bemerkungen |
| Triebwagen         | Triebwagen | Triebwagen          | Triebwagen |
| ------------------ | ---------- | ------------------- | --- |
| 501                | 2009       | Bombardier Wien     | vierachsiger Niederflur-Gelenktriebwagen (900 mm Spurweite)                                                                         |
| 502                | 2009       | Bombardier Wien     | vierachsiger Niederflur-Gelenktriebwagen (900 mm Spurweite)                                                                         |
| 503                | 2009       | Bombardier Wien     | vierachsiger Niederflur-Gelenktriebwagen (900 mm Spurweite)                                                                         |
| 504                | 2011       | Bombardier Wien     | vierachsiger Niederflur-Gelenktriebwagen (900 mm Spurweite)                                                                         |
| I                  | 1898       | Grazer Waggonfabrik | Sommertriebwagen, aktuell Museumsstück im Bergbahnhof Urfahr                                                                        |
| II                 | 1898       | Grazer Waggonfabrik | Sommertriebwagen, 1901 Einbau von seitlichen Türen, ab 1905 VI, 1937 Türen ausgebaut und fortan als V bezeichnet, 1960 verschrottet |
| III                | 1898       | Grazer Waggonfabrik | Sommertriebwagen, an die Nostalgiebahnen Kärnten verliehen (Museum Ferlach)                                                         |
| IV                 | 1898       | Grazer Waggonfabrik | Sommertriebwagen, an die Gmundner Straßenbahn verliehen                                                                             |
| V                  | 1898       | Grazer Waggonfabrik | 1920 Wagenkasten für Straßenbahn-Beiwagen 82 verwendet                                                                              |
| V                  | 1921       | Selischkar          | 1937 als VI bezeichnet |
| V                  | 1962       | Lohner              | 1989 abgestellt |
| VI                 | 1898       | Grazer Waggonfabrik | ab 1905 als II bezeichnet |
| VI                 | 1958       | ESG                 | An Stern & Hafferl verliehen |
| VII                | 1899       | Grazer Waggonfabrik | 1950 verschrottet |
| VII                | 1951       | ESG                 | 1979 verschrottet |
| VIII               | 1899       | Grazer Waggonfabrik | ab 1950 als VII bezeichnet, 1951 verschrottet                                                                                       |
| VIII               | 1950       | Grazer Waggonfabrik | 2009 umgespurt/modernisiert |
| IX                 | 1904       | Drobil              | 1941 Kobelverglasung, 1952 ausgemustert                                                                                             |
| IX                 | 1952       | ESG                 | 1979 ausgemustert |
| X                  | 1912       | Grazer Waggonfabrik | 1958 ausgemustert |
| X                  | 1959       | ESG                 | 2009 umgespurt/modernisiert |
| XI                 | 1948       | ESG                 | 2009 umgespurt/modernisiert |
| XII                | 1950       | ESG                 | |
| XIII               | 1953       | ESG                 | 1979 an die Museumsbahn St. Florian abgegeben                                                                                       |
| XIV                | 1954       | ESG                 | |
| XV                 | 1954       | ESG                 | |
| XVI                | 1955       | ESG                 | An Stern & Hafferl verliehen |
| XVII               | 1957       | ESG                 | |
| XVIII              | 1958       | ESG                 | |
| Sonstige Fahrzeuge |            |                     | |
| I                  | 1898       | –                   | Lore |
| II                 | 1898       | –                   | Lore |
| –                  | 1971       | ESG                 | Turmwagen |

## Rezeption
Anlässlich des hundertjährigen Jubiläums der Pöstlingbergbahn brachte die Österreichische Post eine Sonderbriefmarke heraus.